# Alamedilla
Alamedilla è un comune spagnolo situato nella comunità autonoma dell'Andalusia.